# فريق الكنغر
فريق الكنغر (بالفرنسية: Kangoo Juniors)‏ مسلسل رسوم متحركة فرنسي تم عرضه لأول مره في مارس 2002 . ودبلج المسلسل للغة العربية.

## روابط خارجية
- فريق الكنغر على موقع ألو سيني (الفرنسية)